# نسل شجاعان
نسل شجاعان با عنوان ترکی Melikşah فیلمی به کارگردانی اسماعیل کوشان و نویسندگی مازیار بازیاران محصول سال ۱۳۴۸ خورشیدی است. این فیلم رنگی سینما اسکوپ، این فیلم محصول مشترک ایران و ترکیه در دو استودیوی پارس فیلم و اِرلِرفیلم (Erler Film) و به تهیه‌کنندگی اسماعیل کوشان و تورکر اینانوغلو بوده است و به دو زبان فارسی و ترکی تهیه و پخش شده است.

## خلاصه داستان
در زمان حكومت «سلطان ملكشاه سلجوقي» مردي مدعي حكومت مي شود. مرد جواني كه مورد ظلم عمال او واقع شده، با هدايت هاي خواجه نظام الملك، پس از درگيري هاي متعدد موفق به سركوبي ياغي مدعي حكومت شده و آرامش را به سرزمينش بازمي گرداند.

## بازیگران[۱][۲]
1. جونیت آرکین (در ایران مشهور به فخرالدین)
2. نیلوفر (شهین خلیلی)
3. تقی ظهوری
4. جهانگیر غفاری
5. محمد عبدی
6. منصور متین
7. فیروز (فیروزه؟؟)
8. آذر
9. حسن رضایی
10. Leman Öztürk
11. Gülsün Kamu
12. Yasemin Alev
13. Hulusi Kentmen
14. Adnan Mersinli
15. Resit Çildam

## نمایش فیلم
فیلم نسل شجاعان برای بار نخست در تاریخ چهارشنبه ۲۶ شهریور ماه ۱۳۴۸ خورشیدی در ۱۰ سینما در تهران و همزمان در شهرستانها به نمایش درآمد  . این فیلم جایگزین فیلم «تکخال» در گروه سینمایی اونیورسال شد.
سینماهای نمایش‌دهنده فیلم داش‌ آکل در تهران، در گروه سینمایی اونیورسال شامل ۱۰سینمای اونیورسال، اروپا، میامی، ساینا، ایران، تیسفون، داریوش، مونت‌کارلو، پانوراما و آستارا (تجریش) بودند  .
سینماهای نمایش‌دهنده فیلم در شهرستانها شامل چهار باغ، مایاک و مهتاب در اصفهان، کاپری، پارس، پرسپولیس و تاج در شیراز، آریا در اهواز، آسیا و سنترال در مشهد و متروپل و مولن‌روژ در تبریز،  بودند  .
فیلم نسل شجاعان، پس از سه هفته نمایش در تهران، در گروه سینمایی اونیورسال در تاریخ چهارشنبه ۱۶ مهر ۱۳۴۸ جای خود را به فیلم ایرانی جدایی در این گروه سینمایی داد  .

## گروه موسیقی
- انوشیروان روحانی: آهنگساز
- مهستی و رامش: خواننده

در این فیلم ترانه «یاد او» با آهنگسازی انوشیروان روحانی و شعری از رحیم معینی کرمانشاهی با صدای مهستی با لبخوانی نیلوفر اجرا شده است. همچنین ترانه‌های «دختر کولی» و «چه شده خماری» نیز با صدای رامش و با لبخوانی نادیا اجرا شده است.

## تولید
در ابتدا فروزان برای ایفای نقش اول زن در این فیلم در نظر گرفته شده بود و تبلیغات روزنامه‌ای هم انجام شده بود ولی در نهایت نیلوفر جایگزین فروزان شد.